# Citroën Zabrus
Der Citroën Zabrus war ein Konzeptfahrzeug das Citroën 1986 auf dem Turiner Autosalon präsentierte. Dabei handelte es sich um einen 4-sitzigem Shooting Brake mit 3 Türen, den der Designer Bertone entworfen hatte. Die Basis des Zabrus war der Citroën BX 4TC mit 2,1-Liter-Ottomotor, 150 kW und Fünfganggetriebe. Zur ungewöhnlichen Karosserieform gehörten Scherentüren.
Im Innenraum gab es das für Citroën typische Einspeichenlenkrad und eine Flüssigkristallanzeige. Für damalige Verhältnisse revolutionär war das im Armaturenbrett befestigte Display zur Bedienung des Autotelefons und anderer Funktionen.